# Encarnación Granados
Encarnación Granados Aguilera más conocida como Encarna Granados (Sarriá de Ter, Gerona, 30 de enero de 1972) es una marchadora y fondista española.
Fue campeona de España en categoría absoluta en 1992, 1994 y 1997 y consiguió la medalla de bronce en el Campeonato Mundial de Atletismo de 1993 en Stuttgart.
Ha participado en los Juegos Olímpicos de Barcelona 1992, Atlanta 1996 y Sídney 2000, así como en varios mundiales, como los de Gotemburgo 1995 donde ocupó el puesto 16.

## Mejores marcas personales
| 10 000 m | 43:30.22 | Barcelona, España             | 2 de septiembre de 2000 |
| 10 km | 43:21+   | Stuttgart, Alemania           | 14 de agosto de 1993    |
| 20 km | 1h:33:06 | Royal Leamington, Reino Unido | 23 de abril de 2002     |
| +En 2016 permanece como récord de España en categoría promesa (menos de 22 años) la marca que realizó en Stuttgart sobre la distancia de 10 km. |          |                               |                         |